# Georges Bertin
Pour les articles homonymes, voir Bertin.
Georges Bertin, né le 25 février 1948 à Dieppe et mort le 2 février 2022 à Angers, est un chercheur en sociologie, socio-anthropologue, docteur en sciences de l'éducation français, habilité à diriger des recherches en sociologie.

## Biographie
Georges Bertin est directeur des recherches en sciences sociales, fonction exercée au CNAM Pays-de-la-Loire de 2006 à 2016. Il est membre du GRECO CRI, Groupement de Recherches Européen Coordonné des Centres de Recherche sur l'Imaginaire et du CRI2i. Il a dirigé à Angers et au Mans le Cercle de Recherches Anthropologiques sur l'Imaginaire (CRAI), lequel a succédé au Groupe de Recherches sur l'Imaginaire de l'Ouest (GRIOT), qu'il a fondé en 1994.
Il est aussi membre de la Société arthurienne internationale, a été de 1990 à 2013, fondateur puis coprésident de l'AFIRSE (Association francophone internationale de recherches scientifiques en éducation). Président fondateur de l'association CENA en 1973, il en est aujourd'hui le président d'honneur et membre du Conseil scientifique de l'association des Amis de Gilbert Durand et des revues Matières à penser, Kairos et Influxus.
Il a été, de 2006 à 2016, directeur exécutif de la revue internationale de sociologie Esprit critique.
Il s'intéresse particulièrement à l'imaginaire (socio-anthropologie de l'Imaginaire), aux travaux jungiens et reichiens, aux mythes et au symbolisme. Il a coordonné une recherche sur les Apparitions dans l'Ouest puis une recherche-action sur Les Utopies concrètes en lien avec le CNAM et l'Université d'Angers, le Mouvement Utopia (http://www.mouvementutopia.org) et divers partenaires universitaires.
Il est membre des Imaginales d'Épinal et des IME.
Voir http://fr.calameo.com/read/000362906604eedcc775c. Colloque Figures de l'Utopie, Angers MSH, 2012, paru aux PUR.
Il travaille depuis 2010 sur la question transculturelle (variations et permanence des mythes) dans une perspective diachronique (dans les sociétés occidentales du Moyen Age à nos jours) et synchronique (notamment avec des partenaires du Maghreb et des Amériques). Il travaille actuellement sur les phénomènes transculturels et les relations sociétales induites par les réseaux.

## Ouvrages
(février 2022).
- Georges Bertin, Mystères de l'Apocalypse de Jean, Ed. du Cosmogone, 2021,  (ISBN 9782810302918)
- Véronique Liard, Jean-François Beauchene, Georges Bertin (dir.), collectif, Les Figures de Perceval, Ed. du Cosmogone, 2021,  (ISBN 9782810302932)
- Georges Bertin, Le Christ s'est arrêté à Dozulé, Ed. du Cosmogone, 2020,  (ISBN 9782810302710)
- Céline Bryon-Portet (dir.), Georges Bertin (dir.), collectif Le Sacré : actualité, désacralisation, actualisations, Revue Matières à penser, No 17. Ed. du Cosmogone, 2020
- Lauric Guillaud (dir.), Georges Bertin (dir.), collectif,Topologies de l'imaginal, Ed. du Cosmogone, 2020,  (ISBN 9782810302659)
- Georges Bertin (dir.), collectif, Herméneutiques et dynamiques de sens : L'année de la recherche en sciences de l'éducation, Ed. L'Harmattan, 2019
- Georges Bertin, De la loge aux réseaux, la franc-maçonnerie au défi des siècles, Ed. du Cosmogone, 2019,  (ISBN 9782810302512)
- Georges Bertin, Un imaginaire transculturel, Ed. du Cosmogone, 2018
- Georges Bertin, Entre caverne et lumière, essai sur l'imaginaire en loge de francs-maçons, Ed du Cosmogone, 2017, prix Cadet Roussel
- De quête du Graal en Avalon, préface de Fatima Gutierrez, éd du Cosmogone, 2016.
- La quête des chevaliers et dames de la Table Ronde, éd du Cosmogone, 2015.
- Actualité de la mythocritique, en codirection avec Fatima Gutierrez, Esprit Critique, 2014.
- La société transculturelle, Edilivres, 2014.
- Une société du sacré? Sacralisation, désacralisations et re-sacralisations dans les sociétés contemporaines (en co-direction avec Céline Bryon-Portet), Esprit Critique, juillet 2014.
- Figures de l'Utopie, histoire et actualité, en co direction avec Christine Bard et Lauric Guillaud, Presses Universitaires de Rennes, 2014.
- La tribu du lâcher prise, mythes et symboles du chemin de Compostelle, éd du Cosmogone, Lyon, 2014.
- Cultures et communications interculturelles, collectif codirigé avec Cristiane Freitas,in Esprit Critique décembre 2012.
- Imaginaires, Savoirs, Connaissance, collectif codirigé avec Yvon Pesqueux, CNAM PDL, 2012.
- Pour une autre Politique culturelle, institution et développement, (avec Danielle Rauzy), L'Harmattan, 2011.
- Les imaginaires du Nouveau Monde, (codirection avec Lauric Guillaud, Mens Sana, 2011.
- Imaginaires et Utopies entre marges et marchés, en codirection avec Nizia Villaça, in Esprit Critique, 2010.
- De la Quête du Graal au Nouvel Age, initiation et chevalerie, Vega, 2010.
- La coquille et le bourdon, essai sur les imaginaires du chemin de Compostelle, L'à Part, 2010.
- Présence de l'Invisible, les apparitions dans l'Ouest, (direction) L'à Part, 2010.
- Figures de l'Autre, en codirection avec Jacques Ardoino, Teraèdre, 2010.
- Un glossaire arthurien, (direction) Herméneutique sociales, 2010.
- La légende arthurienne, racines et réceptions (dir), in Herméneutiques sociales, N°7 et 8, CENA, 2007.
- Imaginaire et santé, (direction), Presses Universitaires de Montpellier 3, 2007.
- La Pierre et le Graal, une expérience de quête initiatique, Vega, 2006.
- Les grandes images : lecture de Carl Gustav Jung (avec Véronique Liard), PU de Laval, 2005.
- Un imaginaire de la pulsation : lecture de Wilhelm Reich, PU de Laval, 2004.
- Fantômes et apparitions, (codirection), Corlet, 2004.
- L'imaginaire social à la dérive, (direction), Esprit Critique, vol. 05, 2003.
- Druides : les Maîtres du temps, les prêtres et leur postérité (avec Paul Verdier), Dervy, 2003.
- Développement local et intervention sociale, (direction) L'Harmattan, 2003.
- Promenades en Normandie avec Lancelot du Lac (avec Claude et Léon Gaignebet), Corlet, 1988.
- Apparitions-disparitions, (direction) Desclée de Brouwer, 1999.
- Pentecôte, de l'intime au social, (codirection), éditions Siloë, 1998.
- La quête du Saint Graal et l'imaginaire, Corlet, 1997, préface de Gilbert Durand.
- L'imaginaire de l'âme, L'Harmattan, (direction), 1996.
- Rites et sabbats en Normandie, Corlet, 1992.
- Guide des Chevaliers de la Table Ronde en Normandie, Corlet, 1991.